# David Ortiz
David Américo Ortiz Arias (Santo Domingo, 18 de noviembre de 1975), apodado «Big Papi», es un ex beisbolista profesional dominicano. Jugó como primera base y bateador designado durante 20 años en las Grandes Ligas de Béisbol (MLB) para los Boston Red Sox y Minnesota Twins.
Diez veces Juego de las Estrellas, cuenta con el récord de jonrones en una temporada regular dentro de los Red Sox con 54, establecido durante la temporada 2006. 
Fue clave en el equipo de Boston que ganó 3 Series Mundiales en 2004 (rompiendo una maldición de 86 años sin ganar un título), 2007 y 2013; en esta fue elegido Jugador Mas Valioso (MVP) de la Serie Mundial.
Fue electo al Salón de la Fama del Béisbol en 2022, en su primer año de elegibilidad.

## Carrera

### Minnesota Twins
Ortiz se graduó de la Escuela Secundaria Estudia Espallat en la República Dominicana y en 1992 fue firmado por los Marineros de Seattle quienes lo registraron como "David Arias". Jugó para los Wisconsin Timber Rattlers, un equipo de ligas menores de los Marineros, hasta 1996, cuando fue cambiado a los Mellizos de Minnesota como el jugador a ser nombrado más tarde en un canje por el tercera base Dave Hollins. Cuando llegó a Minnesota, le informó al equipo que prefería ser llamado "David Ortiz".
Hizo su debut con los Mellizos en septiembre de 1997. Por varios años, se mantuvo de ida y vuelta entre los Mellizos y su filial de ligas menores en Connecticut, los New Britain Rock Cats. En 2002, Ortiz bateó 272 para los Mellizos, con 20 jonrones y 75 carreras impulsadas. Los Mellizos avanzaron a la Serie de Campeonato de la Liga Americana ese año, donde perdieron ante los Angelinos de Anaheim. A pesar de que mostró destellos de talento, el tiempo de Ortiz con los Mellizos será recordado por una serie de lesiones e inconsistencias tanto en el campo de juego como en el plato. En los años 1998 y 2001, Ortiz sufrió lesiones en las muñecas. Continuó experimentando problemas en la rodilla a principios de 2002 que lo atormentaron durante toda la temporada, a pesar de pegar 32 dobles, 20 jonrones y 75 carreras impulsadas en 125 juegos. Fue puesto en libertad por los Mellizos después de la temporada. En seis temporadas con los Mellizos, Ortiz conectó 58 jonrones y 238 carreras impulsadas.

### Boston Red Sox

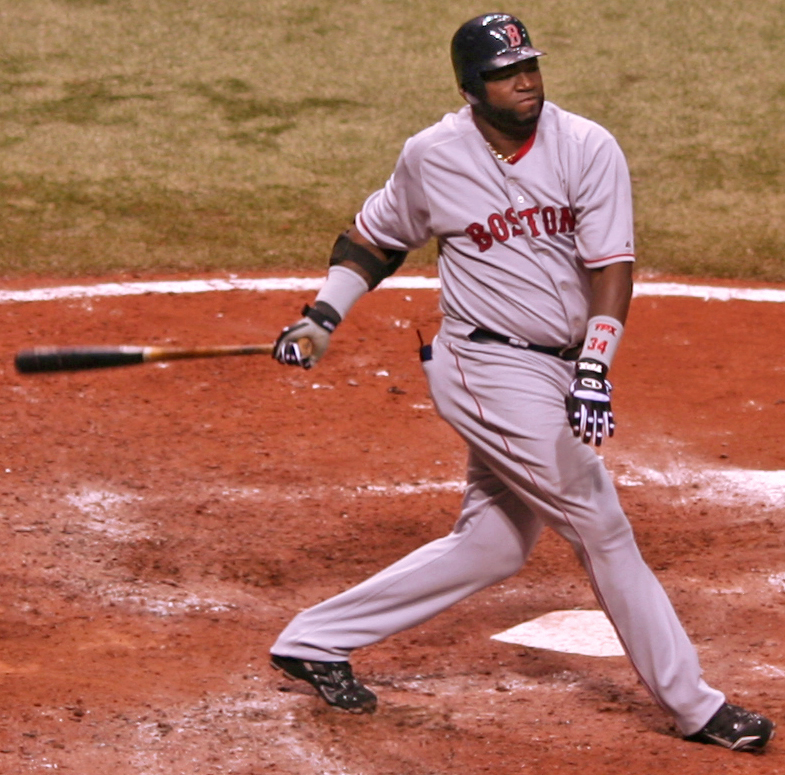
David Ortiz haciendo swing para Boston.

#### 2003
El 22 de enero de 2003, firmó contrato como agente libre con los Medias Rojas de Boston. Jugó escasamente los dos primeros meses de la temporada, principalmente como bateador emergente y de vez en cuando como bateador designado titular. El 1 de junio, el mánager Grady Little degradó a la banca a Jeremy Giambi e insertó a Ortiz en la alineación como bateador designado a tiempo completo. En julio, Ortiz conectó 8 homerones y en agosto, 11 más. Terminó la temporada bateando .288 con 31 homerones y 101 carreras impulsadas. Terminó quinto en la votación al Jugador Más Valioso. En la postemporada se esforzó en la Serie Divisional contra los Atléticos de Oakland hasta el Juego 4, cuando conectó un doble de dos carreras en la parte baja del octavo inning al lanzador cerrador Keith Foulke para poner a los Medias Rojas a la cabeza. En la Serie de Campeonato contra los Yankees de Nueva York, Ortiz tuvo 2 Home Run y 6 carreras impulsadas mientras Boston perdían en siete juegos.

#### 2004
En 2004, Ortiz jugó un papel importante en la conducción de los Medias Rojas a su primer campeonato de Serie Mundial en 86 años. Este fue el segundo año de Ortiz con los Medias Rojas y su primer año como bateador designado a tiempo completo. Durante la temporada, Ortiz fue elegido en el equipo All-Star por primera vez en su carrera, bateó para .301 con 41 jonrones y 139 carreras impulsadas y un OPS de .983. En la postemporada, Ortiz bateó .409 con 5 jonrones y 23 carreras impulsadas. Dio varios hits para ganar el partido y ayudar a avanzar a Boston y finalmente ganar la Serie Mundial. Ortiz también fue suspendido por cinco partidos (posteriormente reducido a tres debido a una apelación) después de haber sido expulsado tras un incidente el 16 de julio en un juego contra los Angelinos en el cual lanzó varios bates en el campo de juego que estuvieron a punto de golpear a los umpires Bill Hohn y Mark Carlson. Bateó un jonrón que le dio la victoria a su equipo contra el lanzador Jarrod Washburn para ganar la Serie Divisional de la Liga Americana contra los Angelinos. Más tarde, bateó otro en contra de los Yanquis de Nueva York en el Juego 4 de la Serie de Campeonato y un sencillo que le dio la victoria a su equipo en el Juego 5 de la Serie de Campeonato de la Liga Americana. Su heroica postemporada le valió los honores de MVP de la Serie de Campeonato, la primera vez que un bateador designado había sido elegido MVP. Además, terminó cuarto en la votación al Jugador Más Valioso.

#### 2005

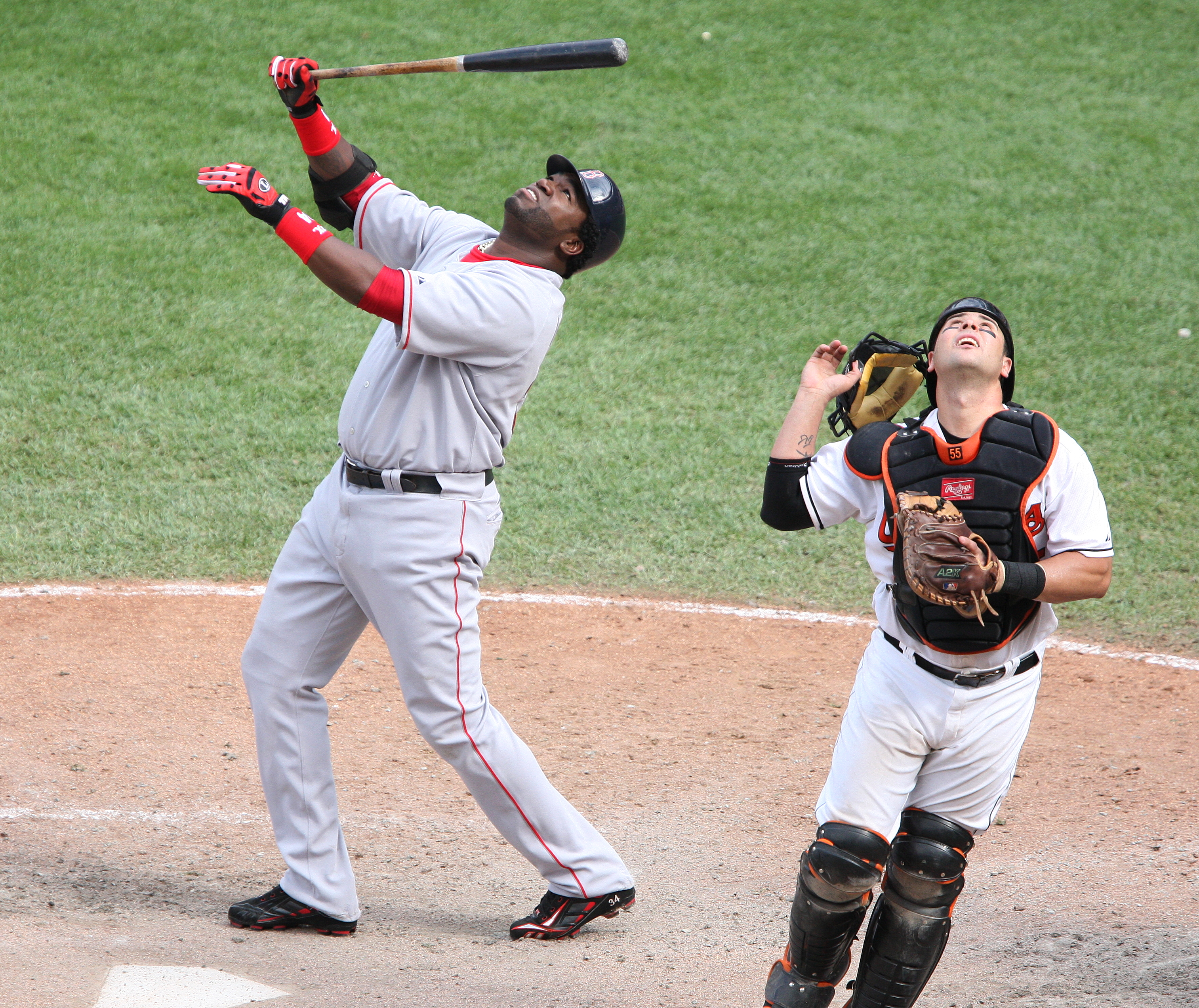
Ortiz batea de foul en un partido contra los Orioles.

Ortiz conectó 47 jonrones y 148 carreras impulsadas, mientras bateaba .300. Lideró la Liga Americana en carreras impulsadas y terminó segundo en jonrones. Terminó segundo en la votación al Jugador Más Valioso, mientras conducía a los Medias Rojas a su tercera postemporada consecutiva.

#### 2006
En 2006, Ortiz conectó 54 jonrones (estableciendo un nuevo récord en los Medias Rojas) y tuvo 137 carreras impulsadas, mientras bateaba .287 con un OPS de 1.049. Lideró la Liga Americana, tanto en jonrones como en carreras impulsadas, ganando la corona de jonrones por 10 sobre el segundo clasificado, Jermaine Dye.
El 20 de septiembre, Ortiz empató el récord de 50 jonrones dentro de los Medias Rojas que estableció Jimmie Foxx en 1938, en el sexto inning contra el lanzador abridor de los Mellizos de Minnesota Boof Bonser.
El 27 de septiembre, Ortiz rompió el récord que había empatado con Foxx anteriormente bateando 51 contra su excompañero de equipo, Johan Santana de los Mellizos de Minnesota. El jonrón fue como bateador emergente en la primera entrada y fue a su jonrón 44 jonrón de la temporada como bateador designado, rompiendo su propio de la Liga Americana en una temporada.

##### Problemas de salud
Ortiz dijo que comenzó a sentirse enfermo entre los juegos de una doble cartelera el 18 de agosto de 2006, contra Nueva York. Entre juegos, iba a su casa y trataba de dormir, pero no podía. Según se informó, Ortiz fue llevado a un hospital por un asistente del equipo. De acuerdo a los médicos, la causa de la tensión se debió a latidos irregulares del corazón. Ortiz originalmente no quiso hablar sobre su condición, pero se abrió a los medios de comunicación el 25 de agosto de 2006, según los informes diciendo: "Soy un saludable hijo de [sonido de pistola]" (I'm a healthy son of a [gun]).
El 28 de agosto de 2006, Ortiz tuvo recurrentes síntomas de su ritmo cardíaco irregular y un rasguño en el último minuto del juego de los Medias Rojas en Oakland. El mánager Terry Francona y el gerente general Theo Epstein estuvieron de acuerdo en que Ortiz volviera a Boston, donde fuera revaluado para que se insertara a jugar de nuevo a principios de septiembre.

#### 2007

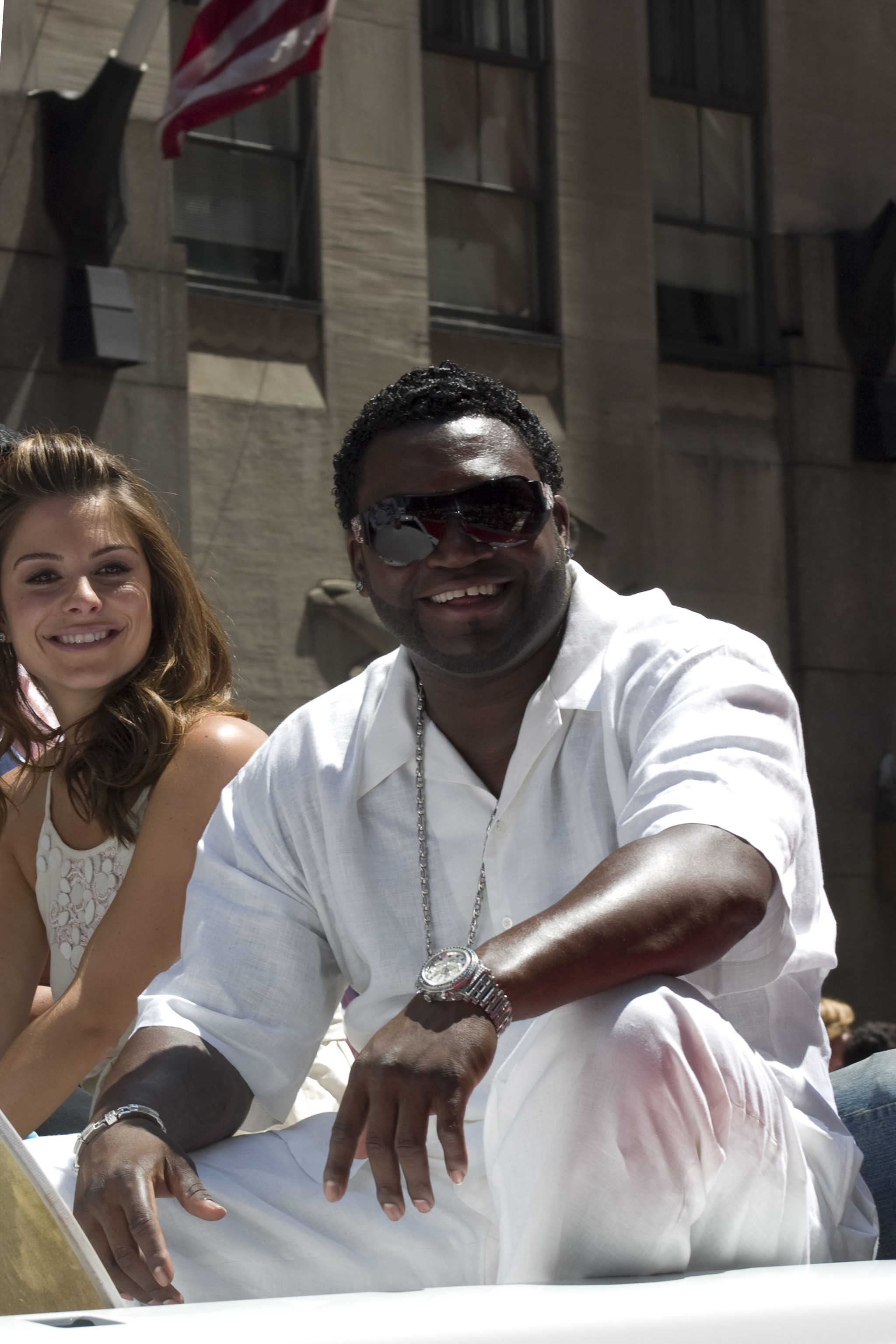
Ortiz en el desfile del Juego de Estrellas 2008.

En 2007, Ortiz volvió a ser una pieza importante que ayudó a llevar a los Medias Rojas a su séptimo título de Serie Mundial. A pesar de jugar toda la temporada con un menisco roto en la rodilla derecha, así como molestas lesiones en el hombro y el cuadriceps, terminó el año bateando .332 con 35 jonrones y 117 carreras impulsadas. Además, conectó 52 dobles, lideró la Liga Americana en hits de extra base y tuvo un OPS de 1.066. En la postemporada, bateó para .370 con 3 jonrones y 10 carreras impulsadas.

#### 2008
2008 fue una temporada frustrante para Ortiz. Después de comenzar poco a poco sufrió una lesión en la muñeca que le obligó a perderse varias semanas. Jugó en solo 109 partidos y terminó la temporada bateando .264 con apenas 23 jonrones y 89 carreras impulsadas, sus números más bajos desde que se unió a los Medias Rojas. Sin embargo, su ratio de jonrón cada 18.1 turnos al bate todavía lideraba el equipo. En sus primeras seis temporadas con Boston, Ortiz había bateado 231 jonrones, con la mayor cantidad de jonrones contra los Rays (34), y los Yankees (25).

#### 2009
Ortiz tuvo problemas en el inicio de la temporada 2009, bateando solo .206 sin jonrones y 30 ponches en sus primeros 34 partidos. El 22 de mayo, Ortiz bateó su primer jonrón de la temporada contra el lanzador Brett Cecil de los Azulejos de Toronto, terminando con 178 turnos al bate sin jonrones. En junio, Ortiz salió de su mala racha de bateo conectando 8 jonrones y empujando 22 carreras. El 9 de julio, Ortiz bateó su jonrón 300 contra Luke Hochevar de los Reales de Kansas City en el Fenway Park. Ortiz conectó nueve cuadrangulares en julio y agosto. Bateó 28 carreras impulsadas en julio.
El 17 de septiembre, Ortiz bateó su jonrón 270 como bateador designado contra José Arredondo de los Angelinos de Anaheim rompiendo el récord de todos los tiempos en manos de Frank Thomas.
Ortiz terminó la temporada con 28 jonrones y 99 carreras impulsadas.

#### 2010
En la temporada 2010, Ortiz bateó .270 con 32 jonrones y 102 carreras impulsadas. También ganó el Derby de Jonrones.

#### 2011
El 2 de abril de 2011, Ortiz estableció el récord de carreras impulsadas para un bateador designado con los 1004 superando a Edgar Martínez.
El 21 de mayo de 2011, Ortiz se convirtió en el quinto jugador en conectar 300 jonrones como miembro de los Medias Rojas, uniéndose a Ted Williams, Carl Yastrzemski, Jim Rice, y Dwight Evans.
El 7 de julio de 2011, Ortiz bateó su primer back-to-back, junto a sus compañeros de equipo Josh Reddick y Jarrod Saltalamacchia, respectivamente, frente a los Orioles de Baltimore. En ese mismo mes, en un juego contra los Orioles de Baltimore, Ortiz fue suspendido después de una trifulca provocada por tres pitcheos pegados lanzados por el pitcher de los Orioles Kevin Gregg.
El 27 de julio de 2011, Ortiz bateó un jonrón con bases llenas con lo cual llegó a 1000 empujadas como miembro de los Boston Red Sox, lo que le une a Carl Yastrzemki, Ted Williams, Jim Rice, Dwigght Evans y Bobby Doerr, con dicha cifra en la franquicia.
Ortiz finalizó la temporada bateando .309 con 29 jonrones y 96 impulsadas.
El 20 de octubre de 2011, Ortiz recibió el premio Roberto Clemente Award.

#### 2012
El 4 de julio, en el O.co Coliseum en Oakland, Ortiz bateó su jonrón número 400 al lanzador de los Atléticos de Oakland A. J. Griffin. El 16 de julio, Ortiz sufrió una lesión en el talón de Aquiles que terminó su temporada. Finalizó la temporada bateando .318 con 23 jonrones y 60 carreras impulsadas en 90 partidos.

#### 2013-2014-2015 (500) jonrones
El 20 de abril, antes de iniciar el primer partido jugado en el Fenway Park desde el atentado en Boston y su primera aparición desde agosto de 2012 después de una lesión en el tendón de Aquiles, Ortiz habló a la multitud y dijo "This is our fucking city, and no one is going to dictate our freedom. Stay strong" (Esta es nuestra maldita ciudad, y nadie va a dictar nuestra libertad. Manténganse fuertes).
Ortiz finalizó la temporada bateando .309 con 30 Jonrones y 103 impulsada. Siendo esta su séptima temporada con 30 o más jonrones y 100 o más impulsadas, También fue la pieza esencial para que los medias rojas ganaran su tercer campeonato de serie mundial en los últimos 10 años ganando en 6 partidos ante los cardenales de san luis, David Ortiz fue nombrado jugador más valioso de la serie mundial.

#### 2014
Ortiz finalizó esa temporada bateando para 263 con 35 jonrones y con 104 impulsadas, siendo esta su octava temporada con 30 o más jonrones y 100 o más impulsadas.

#### 2015 (500 Jonrones)
El 12 de septiembre de 2015 Ortiz conectó el jonrón 500 de su carrera en un partido contra los Tampa Bay Rays en el Tropicana Field, en el primer inning sacudió el 499 HR., luego en el quinto conectó una línea por el jardín derecho-central ante Matt Moore para llegar a los 500 HR., además acumula 50 juegos de más de un jonrón en su trayectoria de 19 años en el mejor béisbol del mundo. Es el cuarto jugador de los Medias Rojas que alcanza los 500 con el equipo, uniéndose así a Jimmie Foxx (1940), Ted Williams (1960) y Manny Ramírez (2008). Su cuadrangular número 500 fue un recordatorio de su grandeza. Marcas como esta solo nos recuerdan los afortunados que somos de verlo jugar Big Papi.
David Ortiz se convirtió en el pelotero número 27 en la historia de las Grandes Ligas que batea 500 jonrones.
Ortiz terminó la temporada para (.273) con 37 jonrones y con 108 impulsadas, siendo esta su novena temporada con 30 o más jonrones y 100 o más impulsadas. Además logró la hazaña de los 500 jonrones el 12 de septiembre de 2015, siendo el número 27 en la historia de las Grandes Ligas en lograrlo. Ortiz tiene opción para dos años más con los Boston Red Sox.

#### 2016
El 18 de noviembre de 2015, su 40 cumpleaños, Ortiz anunció en el sitio web The Players 'Tribune que se retiraría después de la temporada 2016.
En la última temporada de su carrera, Ortiz conectó 38 jonrones, la mayor cantidad jamás alcanzada por un jugador en su última temporada, y tuvo 127 carreras impulsadas mientras bateaba para (.315). Terminó entre los 10 primeros en la Liga Americana en jonrones y carreras impulsadas por novena vez en su carrera. Terminó empatado en el primer lugar de la Liga Americana en carreras impulsadas con Edwin Encarnación. Ortiz lideró la Liga Americana y la MLB con un OPS de (1.021), un porcentaje de slugging de (.620), 87 extrabases y 48 dobles. Tuvo el porcentaje más alto de bolas bateadas con fuerza en las mayores (45,9%). También tuvo el ISO (poder aislado) más alto de todos los jugadores de MLB en 2016, con (.305).
A lo largo de la temporada, los equipos rivales honraron a Ortiz presentándole obsequios, algunos graciosos, cuando los Medias Rojas lo visitaron, similar a cómo lo habían hecho los equipos cuando otras estrellas como Derek Jeter y Mariano Rivera estaban en su última temporada. Por ejemplo, los Yankees de Nueva York le obsequiaron a Ortiz una pintura de él en el plato de home en el Yankee Stadium, así como un libro de notas para Ortiz escritas por varios Yankees anteriores y actuales. Cuando fue su turno, los Baltimore Orioles le entregaron a Ortiz el teléfono destrozado que había destruido con un bate de su arrebato de 2013.
El 14 de mayo, en Fenway Park, Ortiz conectó un doble de salida para llevar a los Medias Rojas a una victoria por 6-5 sobre los Houston Astros; fue el vigésimo hit de su carrera.  El doble fue el número 600 de la carrera de Ortiz, lo que lo convirtió en el jugador número 15 de todos los tiempos en alcanzar el hito. También se unió a Hank Aaron y Barry Bonds como el tercer jugador en la historia de la MLB con al menos 500 jonrones y 600 dobles.

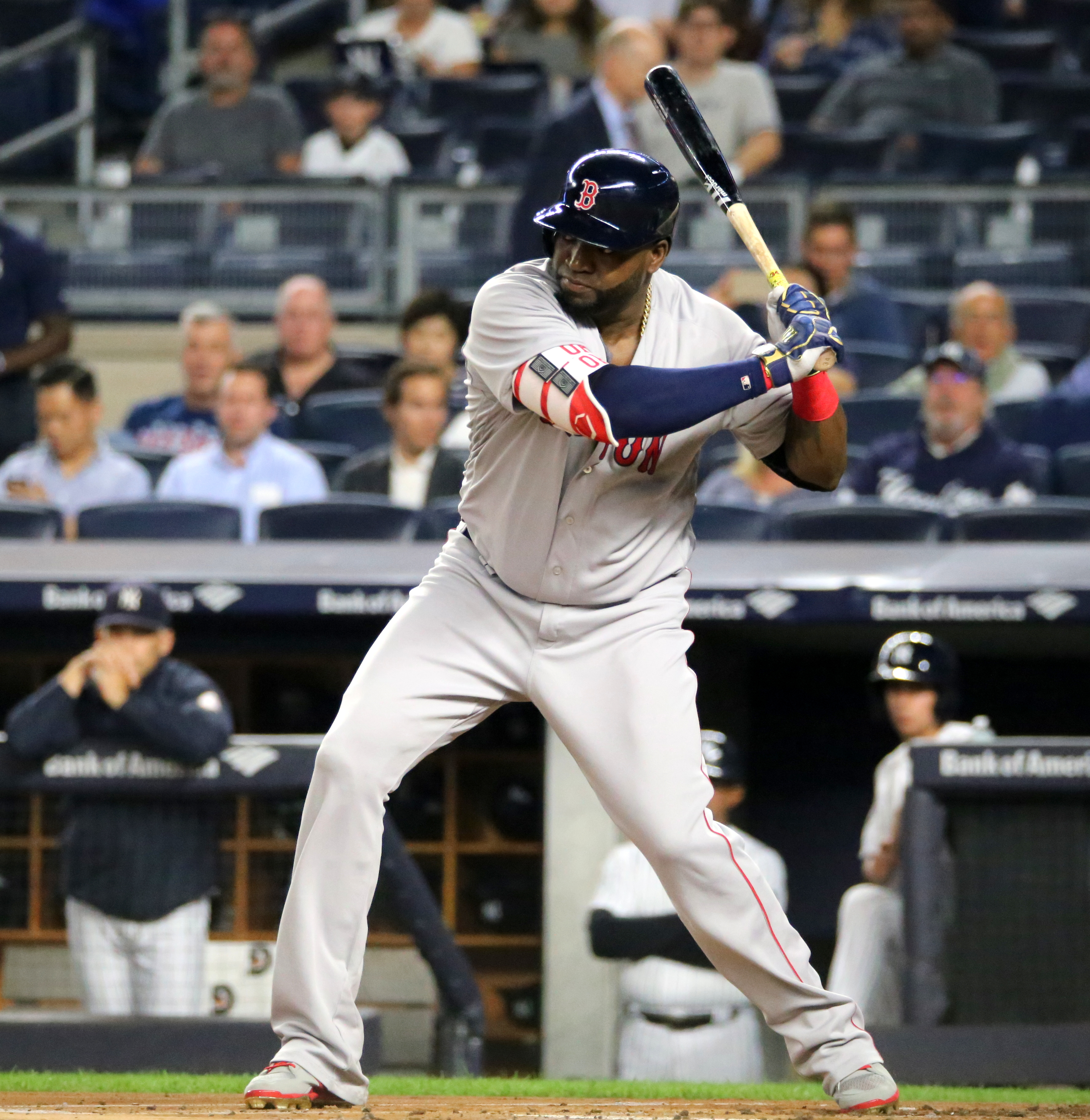
Ortiz bateando contra los Yankees en la última semana de su carrera

El 24 de agosto, en un juego contra los Tampa Bay Rays en el Tropicana Field, Ortiz conectó su cuadrangular número 30 de la temporada. Se convirtió en el jugador de MLB de mayor edad en hacerlo. En el mismo juego, también alcanzó las 100 carreras impulsadas en la temporada. Fue la décima vez en su carrera que alcanzó ambos hitos, un récord de los Medias Rojas. Conectó el doble número 625 de su carrera dos días después contra los Reales, pasando a Hank Aaron por el décimo lugar de todos los tiempos.
El 2 de octubre, durante una ceremonia previa al juego en Fenway Park para Ortiz antes del último juego de la temporada, los Medias Rojas anunciaron que su uniforme número 34 sería retirado durante la temporada 2017. Además, el gobernador de Massachusetts, Charlie Baker, estaba presente para anunciar que el puente que lleva Brookline Avenue sobre la autopista de peaje de Massachusetts se dedicaría en honor a Ortiz.
El fuerte juego de Ortiz en su última temporada fue suficiente para llevar a los Medias Rojas a la postemporada, pero una barrida de primera ronda a manos de los Cleveland Indians en la Serie Divisional de la Liga Americana terminó la temporada de los Medias Rojas el 10 de octubre. Luego de la derrota en Fenway Park, Ortiz salió y saludó a los fanáticos de Boston en un lloroso adiós antes de abandonar el campo.
El 26 de octubre, Major League Baseball anunció que Ortiz había ganado su segundo premio Hank Aaron como el jugador ofensivo destacado en la Liga Americana. Fue el ganador del premio Esurance MLB / This Year in Baseball 2016 al mejor bateador, su tercera vez. Además, Ortiz también ocupó el sexto lugar en la votación para el Jugador Más Valioso de la Liga Americana 2016.
2022
El 26 de enero de 2022 fue elegido en el primer lugar para el Hall Of Fame (Salón de la Fama) de Cooperstown, superando el 75% requerido para dicho puesto. Siendo el cuarto jugador en llegar a dicho puesto como bateador designado. Se une junto a los dominicanos Juan Marichal, Pedro Martínez y Vladimir Guerrero en ser los únicos dominicanos en dicho museo de Cooperstown.

## Vida personal

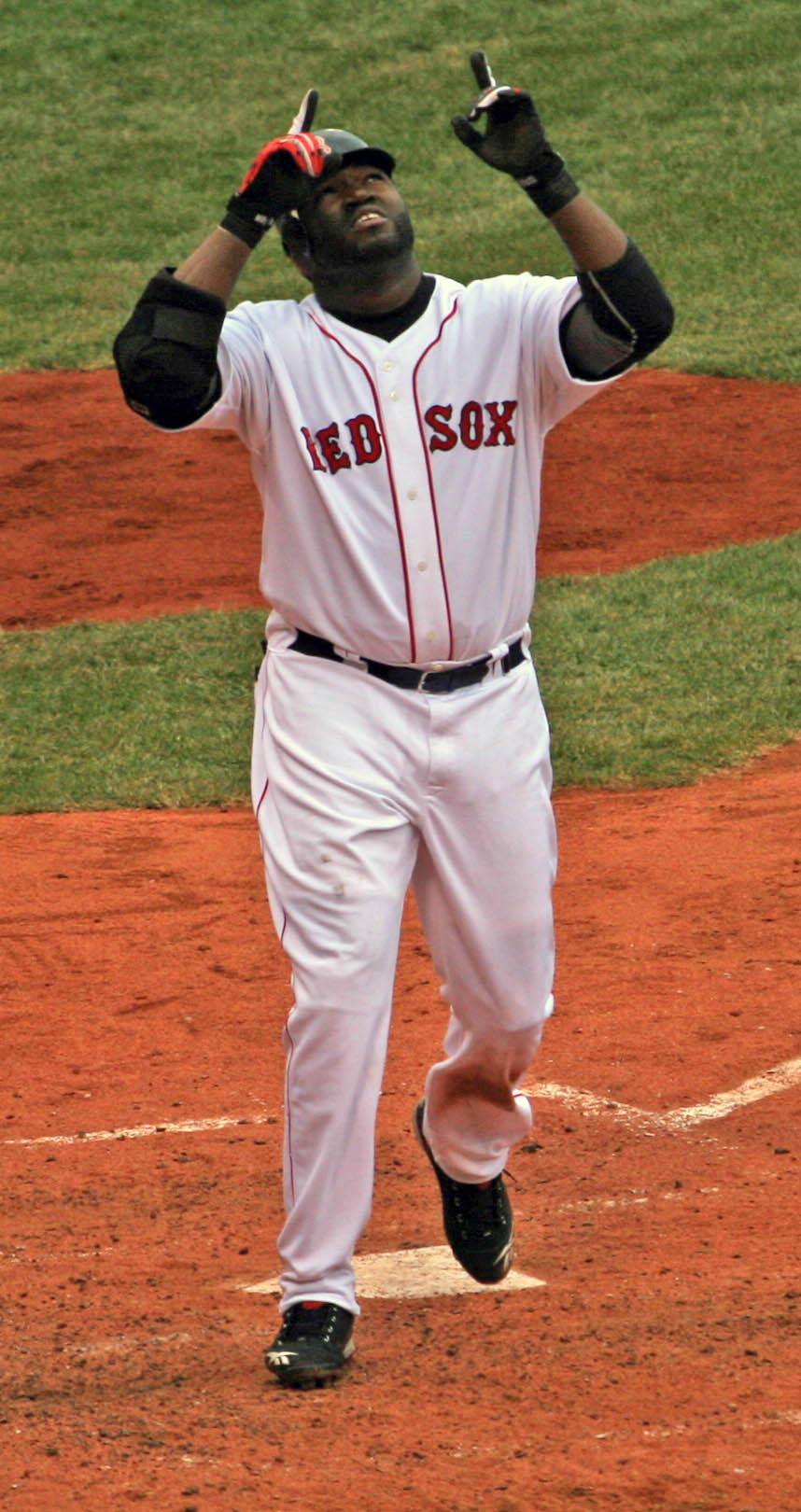
Ortiz señalando hacia el cielo en homenaje a su madre después de batear un jonrón.

Cada vez que Ortiz cruza el plato luego de batear un jonrón, mira hacia arriba y apunta con ambos dedos índices hacia el cielo en homenaje a su madre Ángela Rosa Arias, quien murió en un accidente automovilístico en enero de 2002 a la edad de 46. Ortiz también tiene un tatuaje de su madre en su bíceps.
Ortiz y su exesposa Tiffany tuvieron tres hijos: Jessica (nacida el 23 de octubre de 1996), Alexandra (nacida el 22 de marzo de 2001), y D'Angelo (nacido el 10 de julio de 2004). Mientras estuvo casado con Tiffany, fue un fan de los Green Bay Packers (su esposa proviene de Kaukauna, Wisconsin, una ciudad entre las ciudades de Green Bay y Appleton).
El 11 de junio de 2008, Ortiz se convirtió en ciudadano estadounidense en la Biblioteca John F. Kennedy en Boston.

### Trabajos caritativos
La fundación David Ortiz Children's Fund fue fundada en 2007 para apoyar una serie de causas en las que Ortiz cree. El fondo le permite a Ortiz la flexibilidad de donar a los niños que más lo necesitan en un momento dado, de Boston a la República Dominicana y más allá. Ortiz lanzó su propia marca de vino de caridad en 2008 y toda la recaudación se destinará al David Ortiz Children's Fund. El vino denominado Vintage Papi procedió a recaudar 150,000 dólares para caridad.
Desde 2008, Ortiz organiza el David Ortiz Celebrity Golf Classic, un torneo anual de golf que reúne celebridades tanto del deporte como el espectáculo con el propósito de recaudar recursos para su fundación David Ortiz Children's Fund.

## Atentado contra su vida
La noche del 9 de junio de 2019, en un confuso incidente en un centro de entretenimiento de la ciudad de Santo Domingo Este, Las autoridades indicaron que Ortiz fue "emboscado por un hombre que se bajó de una motocicleta" y le disparó por la espalda. David fue impactado por un disparo en la espalda baja con salida en la parte izquierda del estómago, mientras compartía en la terraza del local junto a algunos amigos entre ellos el comunicador dominicano Jhoel López, quien también resultó herido. El tirador hizo el disparo a quema ropa. De inmediato fue trasladado al Centro Médico Dr. Abel González donde fue operado exitosamente.
El 19 de marzo de 2022, fue revelado por el diario Boston Globe que el atentado fue planeado por el narcotraficante César Emilio “el Abusador” Peralta. El excomisionado de la Policía de Boston, Ed Davis, y  Ric Prado, un exfuncionario de la CIA,  quienes participaron en la investigación ordenada por David Ortiz sobre el atentado en su contra, alegaron que el  motivo del narcotraficante para ordenar dispararle al expelotero de Grandes Ligas  probablemente fue una acumulación de desprecios y celos percibidos. Se llegó a especular que Ortiz tenía una relación sentimental con la esposa o la novia de Peralta, lo que Ortiz negó rotundamente en una entrevista.
El expolicía estadounidense Ed Davis, contratado por Ortiz, reveló sus hallazgos por primera vez y dijo que el poderoso y políticamente conectado César “el Abusador” Peralta llegó a sentirse irrespetado por Ortiz, lo que lo llevó a poner una recompensa por su cabeza, seleccionando para tales fines un escuadrón de sicarios que trató de matarlo en el atentado.

## Patrocinio de Reebok
En abril de 2007, la compañía de artículos deportivos Reebok presentó el listón Big Papi 10M Mid Baseball en una fiesta en Canton, Massachusetts, sede de Reebok International Ltd. En la fiesta, Ortiz fue citado diciendo, "la lealtad de Reebok y la amistad de siempre me hizo sentir como en casa y que son verdaderos socios en todo el sentido de la palabra, .... "Ortiz utilizó por primera vez el listón durante el Juego de las Estrellas 2007 en San Francisco, California.

## Otros highlights
- Entre los 5 jugadores que más votos han recibido para el premio MVP (5.º, 2003; 4.º, 2004; 2.º, 2005; 3.º, 2006; 4.º, 2007)
- Lideró la Liga Americana en hits de extra base 3 veces (2004, 2005, 2007)
- Jugador del Mes de la Liga Americana (septiembre de 2005, julio de 2006, mayo de 2010)
- Líder de los Medias Rojas en jonrones durante una temporada (54; 2006)
- Empatado con Babe Ruth por implementar un récord de jonrones en una temporada en juegos fuera de su estadio (32; 2006)
- Primer jugador en batear dos jonrones de victoria en la misma postemporada (contra los Angelinos y los Yankees, 2004)
- Primer jugador en la historia de los Medias Rojas en conectar 40 o más jonrones en tres temporadas consecutivas.(2004, 2005, 2006)
- Estableció nuevo récord de jonrones por un bateador designado en el 2005 (47), y luego en 2006 (54)
- 9 temporadas de al menos 30 jonrones y 100 carreras impulsadas
- Empatado con Billy Hatcher por tener una racha postemporadas consecutivas on-base (10)
- 85 hits de extra-base o más por cuatro años consecutivos, algo que solo otros dos jugadores--Lou Gehrig (5) y Sammy Sosa (4)-- lo han hecho.[35]
- El total de jonrones de Ortiz aumentó cada año a partir de 2000-2006, comenzando con 10 jonrones, y terminando con 54.
- Se convirtió en el bateador designado líder de todos los tiempos en jonrones el 15 de septiembre de 2009 por batear su jonrón 270 como bateador designado.
- Ha conectado 12 jonrones para finalizar un juego (walk-off home run), el más alto de cualquier jugador activo, y 20 en hits para finalizar un juego. Actualmente está a solo uno detrás de Mickey Mantle, el líder en jonrones finalizadores de juegos de todos los tiempos.[36]
- El 27 de julio de 2011, Ortiz remolcó su carrera número 1000 como miembro de los Medias Rojas de Boston.
- Lideratos en Carreras Impulsadas

2005 AL 148 (1st)
2006 AL 137 (1st)
2016 AL 127 (1st)
De por vida 1,768 (22nd)
- Más bases por bola intencionales:

2013 (27)
2015 (16)
2016 (15)
- Elegido el 26 de enero de 2022 para el Hall Of Fame (Salón de la Fama) de Cooperstown en el primer lugar como bateador designado.

## Demanda de Jay-Z
En abril de 2010, el rapero y productor Jay-Z y su socio Juan Pérez iniciaron una demanda por violación de marca registrada contra la discoteca 40/40 propiedad de Ortiz ubicada en su natal República Dominicana. La demanda alegaba que el nombre del club nocturno de Ortiz fue puesto para aprovecharse de la fama de la cadena 40/40 Sport Club del productor discográfico Jay-Z. En marzo de 2011, Jay-Z y Ortiz llegaron a un acuerdo para evitar la demanda.

## Reconocimientos
- N.º 34 retirado por los Boston Red Sox.
- N.º 38 retirado por los Leones del Escogido.
- Ingreso al Salón de la Fama de Cooperstown en 2022.